# Tripsycha tripsycha
Tripsycha tripsycha is een slakkensoort uit de familie van de Vermetidae. De wetenschappelijke naam van de soort is voor het eerst geldig gepubliceerd in 1932 door Pilsby & Lowe.